# 리브르빌
리브르빌(프랑스어: Libreville)은 가봉의 수도이자 에스튀에르 주의 주도이다. 1849년 해방 노예 출신 인사들에 의해 건설되었다. 가봉 강 어귀에 세워졌으며, 기니만으로 빠져나가는 항만에 위치해 있다.

## 역사

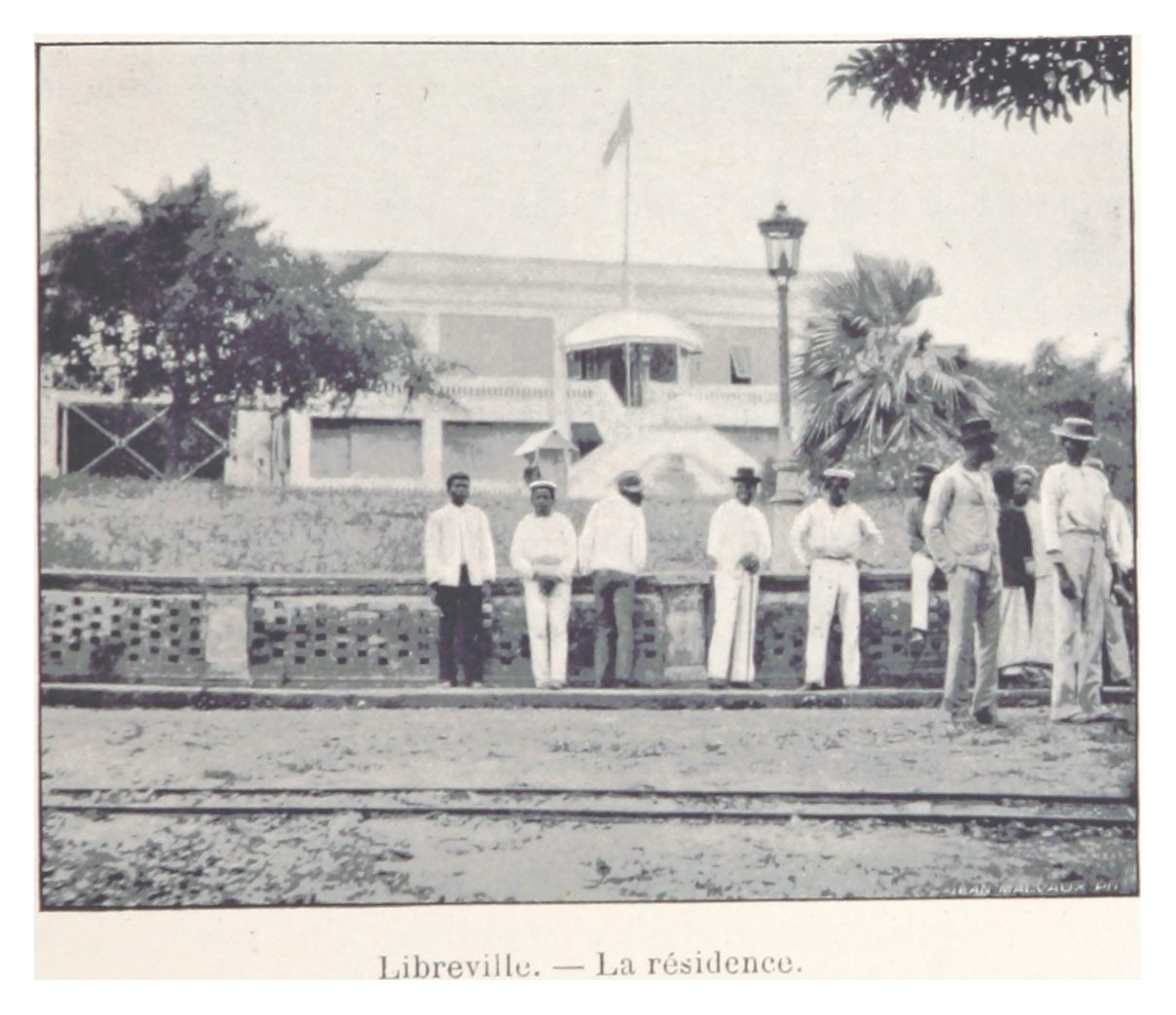

1839년 프랑스가 현지역을 점령하기 오래전부터 음퐁웨족이 거주하고 있었다. 1846년 판매를 위하여 노예를 싣던 중이던 브라질의 배 렐리지아 호가 로앙고 근처에서 프랑스 해군에게 붙잡혔다. 그 배에 승선했던 46명의 노예들은 자유가 되었고 1848년 프랑스어로 "자유의 마을"을 뜻하는 리브르빌을 설립했다. 1934년에서 1956년까지 프랑스령 적도 아프리카의 주요한 항구였고 1940년에 가봉 전투의 중심이되는 초점이었다. 즉, 리브르빌은 노예의 인권 존중과 식민주의의 요구의 경계면에 서 있는 도시였던 것이다.
리브르빌은 시에라리온의 프리타운을 모방하여 명명되었고 교역 장소(trading post)로서 천천히 성장했으며 1960년 독립할 당시 31,000명의 인구로 작은 행정 중심지였다. 1930년 서아프리카 은행이 최초로 은행 지점을 열었었다. 독립 이후, 도시는 빠르게 성장했으며 현재 국가 인구의 거의 절반이 산다.

## 지리

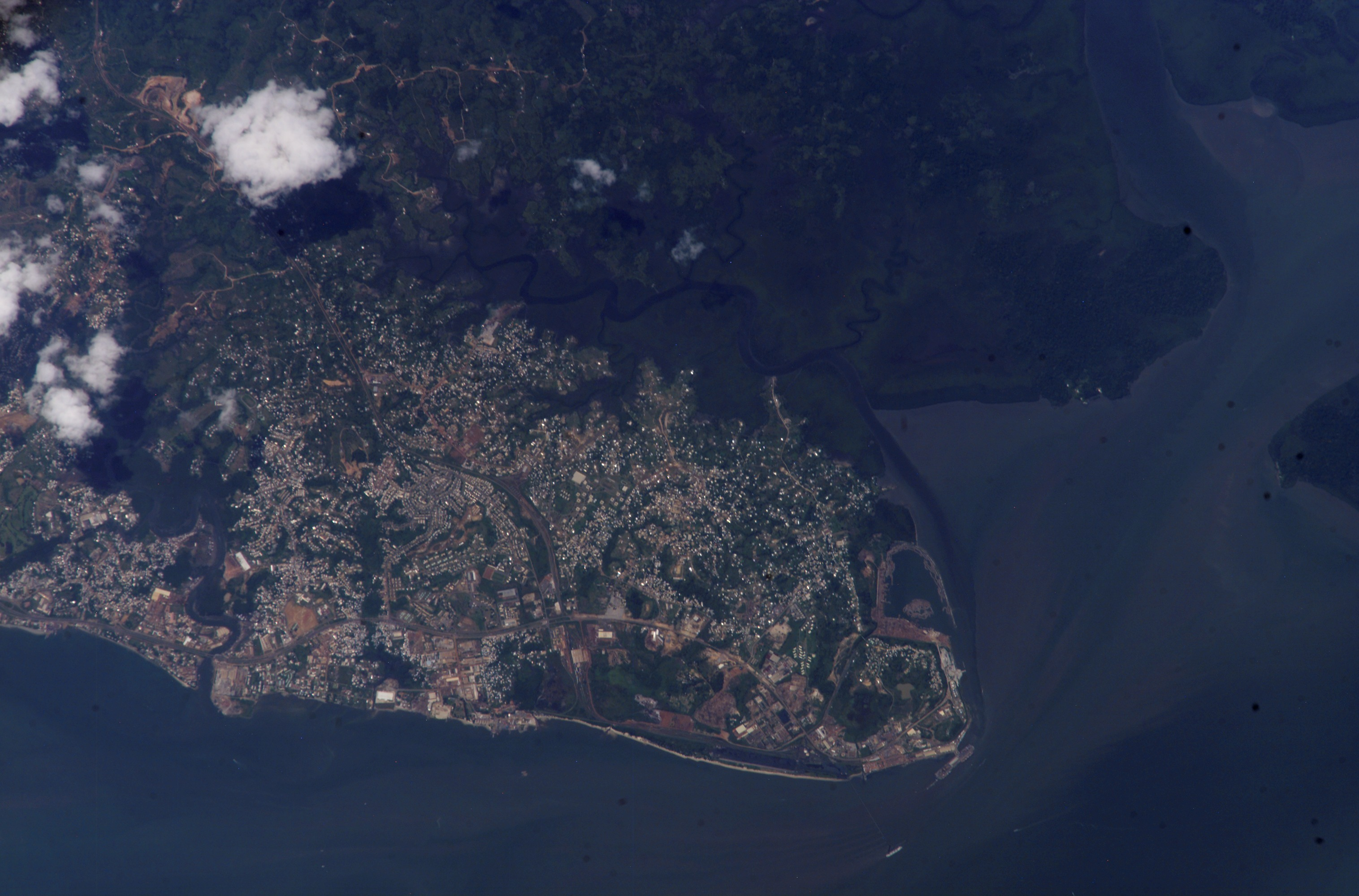

리브르빌의 항구는 토사의 퇴적이 심해, 남쪽의 오웬도 항구에서 대형 선박을 댈 수밖에 없다.

## 기후
리브르빌은 우기와 건기가 존재하는 열대 몬순 기후로, 우기는 9달에 이르고 건기는 6월부터 8월까지로, 벵겔라 해류로 인해 초래된다. 강수량은 그리 많지 않지만 구름이 자주 낀다.
| 리브르빌 (1961년~1990년)의 기후 | 리브르빌 (1961년~1990년)의 기후 | 리브르빌 (1961년~1990년)의 기후 | 리브르빌 (1961년~1990년)의 기후 | 리브르빌 (1961년~1990년)의 기후 | 리브르빌 (1961년~1990년)의 기후 | 리브르빌 (1961년~1990년)의 기후 | 리브르빌 (1961년~1990년)의 기후 | 리브르빌 (1961년~1990년)의 기후 | 리브르빌 (1961년~1990년)의 기후 | 리브르빌 (1961년~1990년)의 기후 | 리브르빌 (1961년~1990년)의 기후 | 리브르빌 (1961년~1990년)의 기후 | 리브르빌 (1961년~1990년)의 기후 |
| 월                              | 1월                             | 2월                             | 3월                             | 4월                             | 5월                             | 6월                             | 7월                             | 8월                             | 9월                             | 10월                            | 11월                            | 12월                            | 연간                            |
| ------------------------------- | ------------------------------- | ------------------------------- | ------------------------------- | ------------------------------- | ------------------------------- | ------------------------------- | ------------------------------- | ------------------------------- | ------------------------------- | ------------------------------- | ------------------------------- | ------------------------------- | ------------------------------- |
| 역대 최고 기온 °C (°F)          | 29.5 (85.1)                     | 30.0 (86.0)                     | 30.2 (86.4)                     | 30.1 (86.2)                     | 29.4 (84.9)                     | 27.6 (81.7)                     | 26.4 (79.5)                     | 26.8 (80.2)                     | 27.5 (81.5)                     | 28.0 (82.4)                     | 28.4 (83.1)                     | 29.0 (84.2)                     | 30.2 (86.4)                     |
| 일일 평균 기온 °C (°F)          | 26.8 (80.2)                     | 27.0 (80.6)                     | 27.1 (80.8)                     | 26.6 (79.9)                     | 26.7 (80.1)                     | 25.4 (77.7)                     | 24.3 (75.7)                     | 24.3 (75.7)                     | 25.4 (77.7)                     | 25.7 (78.3)                     | 25.9 (78.6)                     | 26.2 (79.2)                     | 25.9 (78.6)                     |
| 일평균 최저 기온 °C (°F)        | 24.1 (75.4)                     | 24.0 (75.2)                     | 23.9 (75.0)                     | 23.1 (73.6)                     | 24.0 (75.2)                     | 23.2 (73.8)                     | 22.1 (71.8)                     | 21.8 (71.2)                     | 23.2 (73.8)                     | 23.4 (74.1)                     | 23.4 (74.1)                     | 23.4 (74.1)                     | 23.3 (73.9)                     |
| 평균 강우량 mm (인치)           | 250.3 (9.85)                    | 243.1 (9.57)                    | 363.2 (14.30)                   | 339.0 (13.35)                   | 247.3 (9.74)                    | 54.1 (2.13)                     | 6.6 (0.26)                      | 13.7 (0.54)                     | 104.0 (4.09)                    | 427.2 (16.82)                   | 490.0 (19.29)                   | 303.2 (11.94)                   | 2,841.7 (111.88)                |
| 평균 강우일수                   | 17.9                            | 14.8                            | 19.5                            | 19.2                            | 16.0                            | 3.7                             | 1.7                             | 4.9                             | 14.5                            | 25.0                            | 22.6                            | 17.6                            | 177.4                           |
| 평균 상대 습도 (%)              | 86                              | 84                              | 84                              | 84                              | 84                              | 81                              | 81                              | 81                              | 84                              | 87                              | 87                              | 86                              | 84                              |
| 평균 월간 일조시간              | 175.2                           | 176.8                           | 176.9                           | 176.8                           | 159.5                           | 130.6                           | 119.2                           | 90.4                            | 95.9                            | 112.9                           | 134.6                           | 167.8                           | 1,716.6                         |
| 출처: 미국 해양대기청           |                                 |                                 |                                 |                                 |                                 |                                 |                                 |                                 |                                 |                                 |                                 |                                 |                                 |

## 교통
리브르빌 국제공항이 북쪽으로 11 km 떨어진 위치에 자리잡고 있으며, 항공편을 통해 유럽과 서아프리카 국가들, 미국 등지로 연결된다. 또한 택시의 왕래도 활발하다.

## 경제

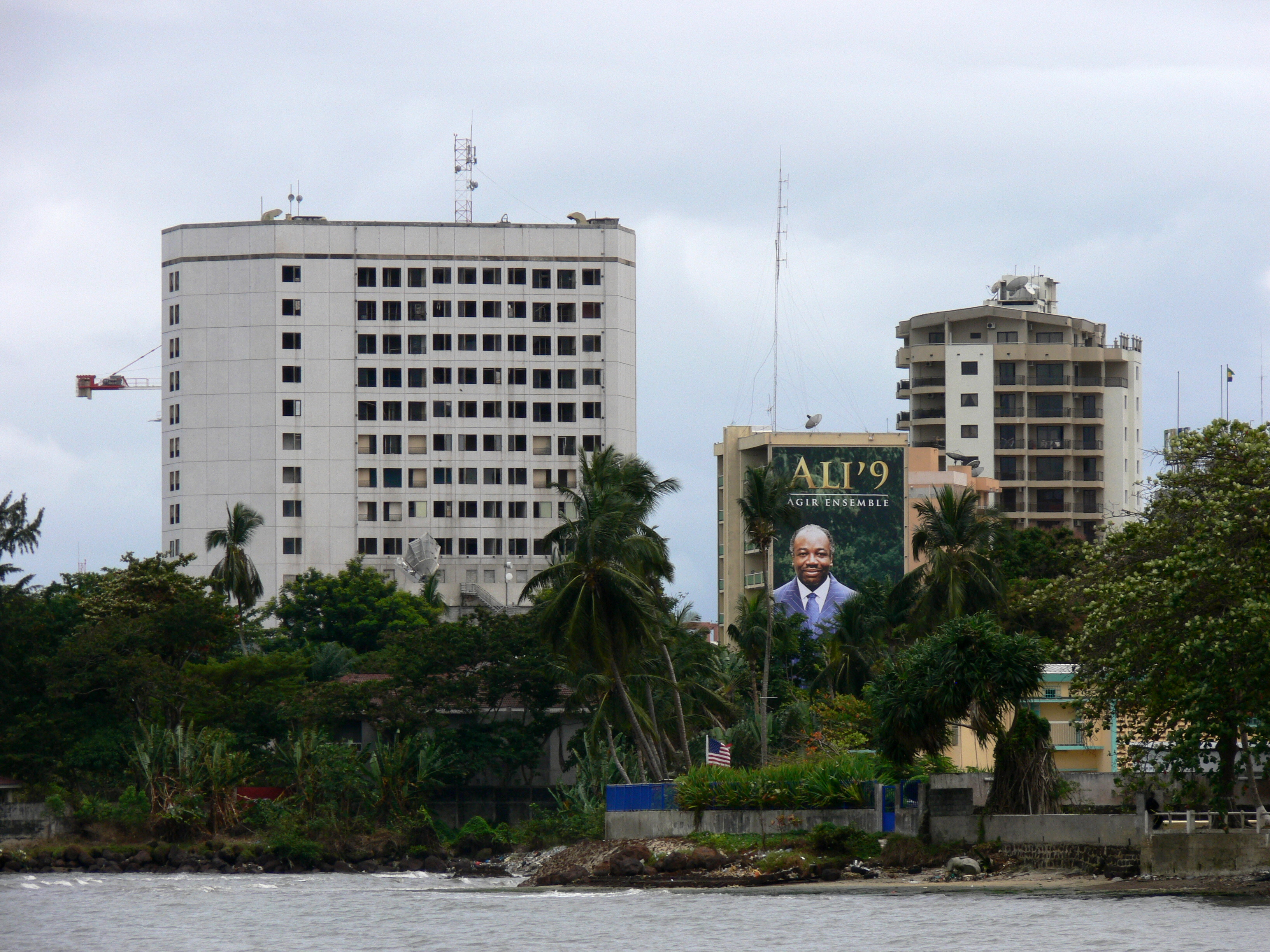

가봉 내에서는 포르장티 다음가는 경제 규모를 가진 도시로, 산업화가 잘 되어 있으며, 14 km 남동쪽에 세워진 오웬도 항구에서 주로 에스튀에르주의 수출품을 선적한다. 목재(호두나무·흑단·마호가니 등)·코코아·고무·야자·석유 등이 주 수출품이다. 발달 산업으로는 제재·합판·날염·양조·제분·조선 등이 있다.